# Lijst van Florentijnen
Dit is een chronologische lijst van Florentijnen. Het gaat om personen die in de Italiaanse stad Florence, de hoofdstad van de regio Toscane, zijn geboren.

## Geboren in Florence

### Voor 1300

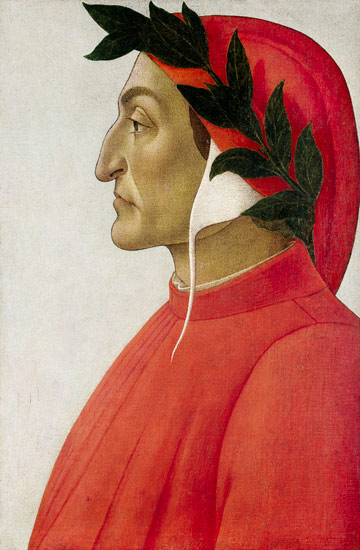
Dichter Dante Alighieri (1265-1321)

- Cimabue (1240-1302), schilder en ontwerper/uitvoerder van mozaïeken
- Guido Cavalcanti (ca. 1255-1300), dichter, politicus en mogelijk atheïst
- Dante Alighieri (1265-1321), dichter
- Bernardo Daddi (ca. 1290/1300-1348), kunstschilder
- Taddeo Gaddi (ca. 1290/1300-1366), kunstschilder

### 1300–1399

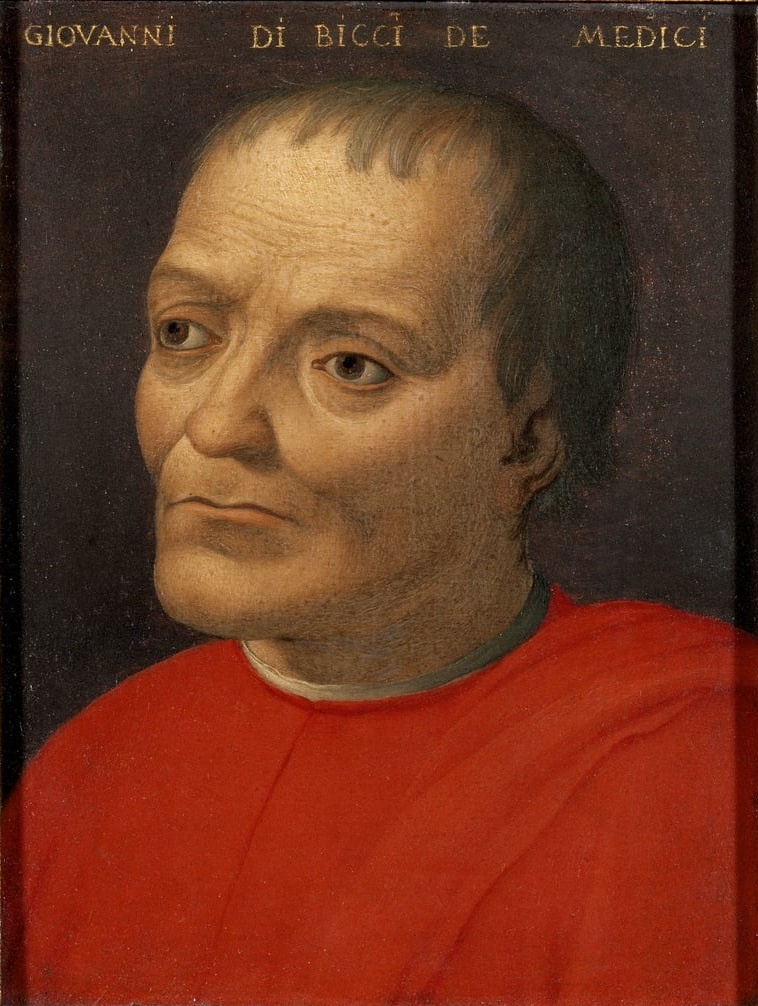
Bankier Giovanni di Bicci de' Medici (1360-1429)

- Giovanni Boccaccio (1313-1375), dichter
- Giottino (1324-1357), schilder
- Giusto de' Menabuoi (1330), kunstschilder
- Agnolo Gaddi (ca. 1350-1396), kunstschilder
- Giovanni di Bicci de' Medici (1360-1429), bankier
- Niccolò Niccoli (1364-1437), humanist uit de renaissance
- Rinaldo degli Albizzi (1370-1442), politicus
- Filippo Brunelleschi (1377-1446), architect en beeldhouwer
- Giovanni dal Ponte (1385-1438?), kunstschilder
- Donatello (1386-1466), beeldhouwer (vroege Renaissance)
- Cosimo de' Medici de Oude (1389-1464), bankier, heer van Florence
- Paolo dal Pozzo Toscanelli (1397-1482), wiskundige, astronoom en cartograaf

### 1400–1499

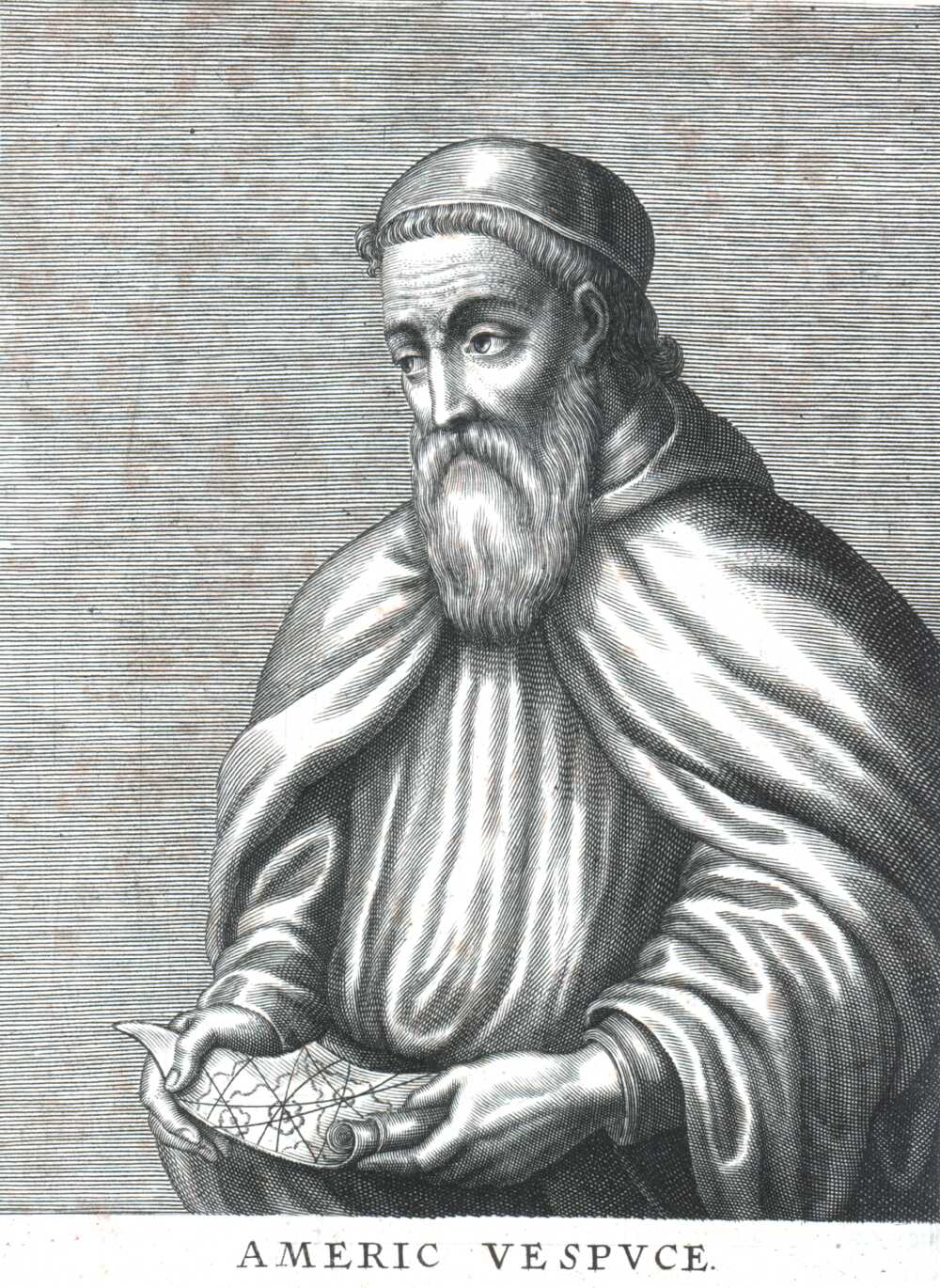
Ontdekkingsreiziger Amerigo Vespucci (1454-1512)

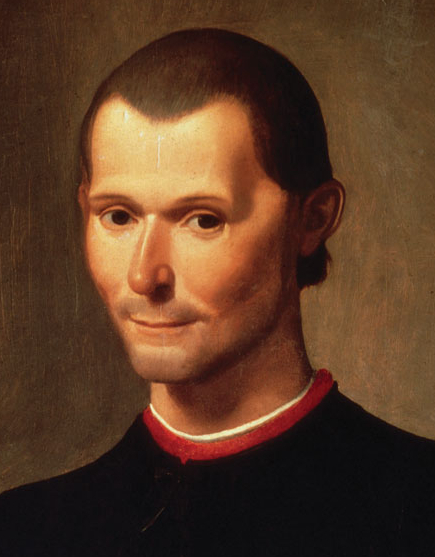
Politicus en filosoof Niccolò Machiavelli (1469-1527)

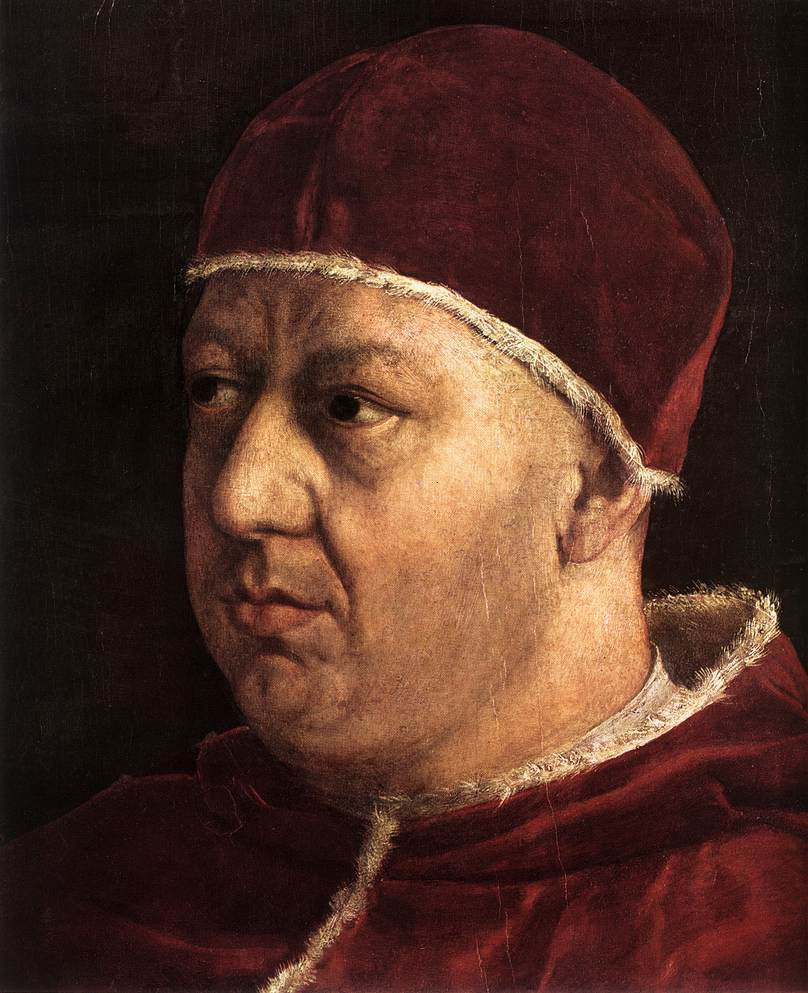
Paus Leo X (1475-1521)

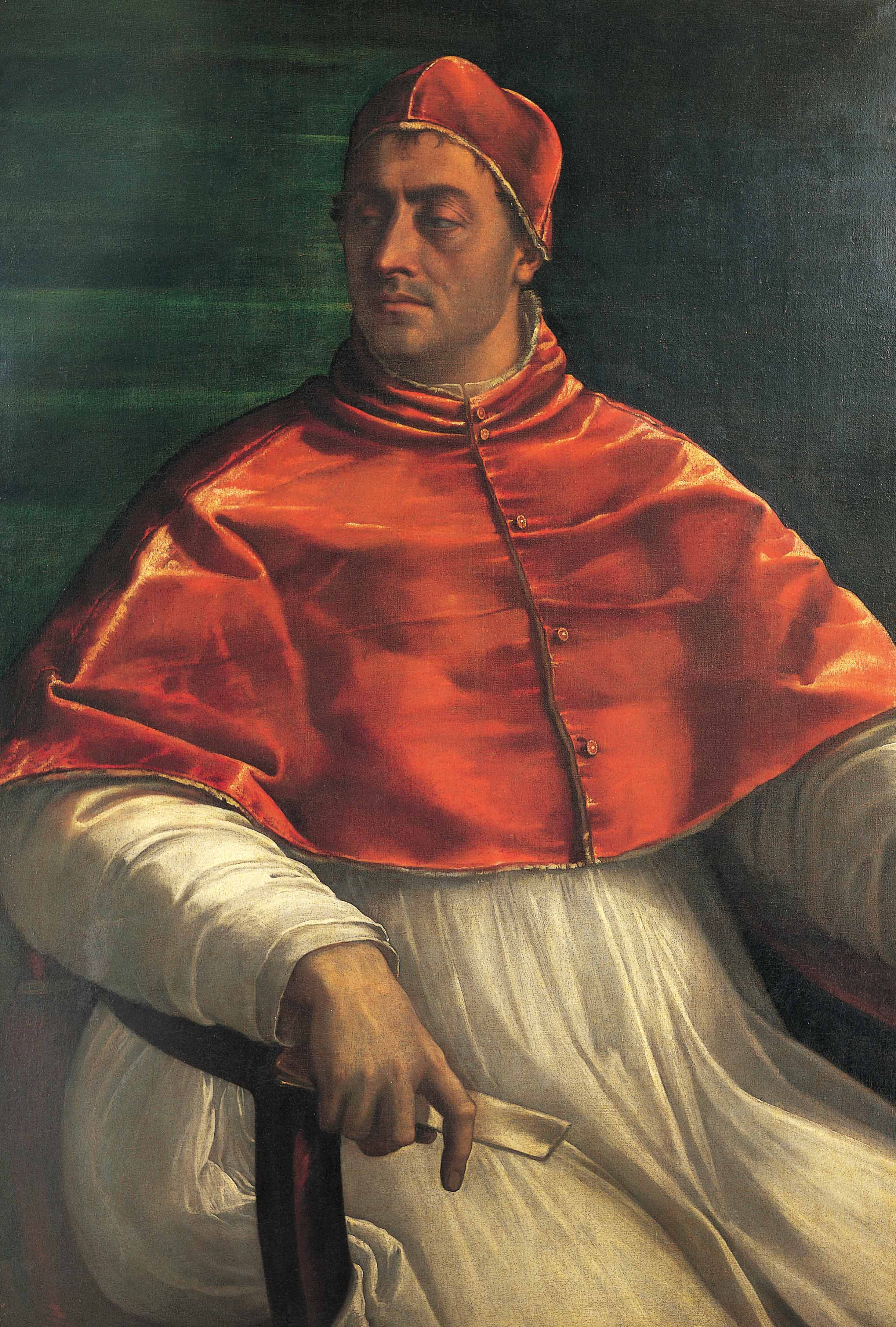
Paus Clemens VII (1478-1534)

- Filippo Lippi (±1406-1469), kunstschilder
- Matteo Palmieri (1406-1475),  humanist en historicus ten tijde van de renaissance
- Piero di Cosimo de' Medici (1416-1469), bankier, heer van Florence
- Benozzo Gozzoli (1420-1497), kunstschilder
- Bertoldo di Giovanni (1420/1425), beeldhouwer
- Alesso Baldovinetti (1425-1499), kunstschilder
- Andrea del Verrocchio (1435-1488), kunstschilder
- Lucrezia Buti (1435-16e eeuw), non en schildersmodel
- Cosimo Rosselli (1439-1507), kunstschilder
- Benedetto da Maiano (1442-1497), beeldhouwer
- Sandro Botticelli (1445-1510), kunstschilder
- Domenico Ghirlandaio (1449-1494), kunstschilder
- Lorenzo I de' Medici (1449-1492), heer van Florence
- Piero Soderini, (1452-1522), politicus
- Amerigo Vespucci (1454-1512), ontdekkingsreiziger
- Lorenzo di Credi (ca. 1459-1537), kunstschilder
- Jacopo Salviati (1461-1533), politicus en bankier uit Florence
- Piero di Cosimo (1462-1522), kunstschilder
- Francesco del Giocondo (±1465-1539), zijdehandelaar
- Niccolò Machiavelli (1469-1527), politicus en filosoof
- Piero di Lorenzo de' Medici (1471-1503), heer van Florence
- Pietro Torrigiano (1472-1528), beeldhouwer
- Mariotto Albertinelli (1474-1515), kunstschilder
- Giovanni de' Medici (1475-1521), Paus Leo X
- Giulio de' Medici (1478-1534), Paus Clemens VII
- Lisa Gherardini (1479-1542), echtgenote van zakenman Francesco del Giocondo
- Giuliano de' Medici (1479-1516), heer van Florence, hertog van Nemours
- Ridolfo Ghirlandaio (1483-1561), kunstschilder
- Francesco Guicciardini (1483-1540), politicus, militair en geschiedschrijver
- Andrea del Sarto (ca. 1486-1530), kunstschilder
- Giovan Francesco Penni (1488-1528), kunstschilder
- Lorenzo II de' Medici (1492-1519), heer van Florence
- Rosso Fiorentino, (1494-1540), kunstschilder

### 1500–1599
- Benvenuto Cellini (1500-1571), beeldhouwer, edelsmid, schrijver en musicus
- Alessandro de' Medici (1510-1537), hertog van Florence
- Catharina de' Medici (1519-1589), koningin van Frankrijk
- Cosimo I de' Medici (1519-1574), hertog van Florence, groothertog van Toscane
- Girolamo Mei (1519-1594),  historicus en humanist
- Lodovico Guicciardini (1521-1589), Italiaans-Nederduits koopman en geschiedschrijver
- Giovanni de' Bardi (1534-1612), graaf, componist, dichter en toneelschrijver
- Antonio Martelli (1534-1618), condottiere en ridder in de Orde van Malta
- Alessandro Allori (1535-1607), kunstschilder
- Alessandro Ottaviano de' Medici (1535-1605), Paus Leo XI
- Francesco I de' Medici (1541-1587), groothertog van Toscane
- Ferdinando I de' Medici (1549-1609), groothertog van Toscane
- Eleonora de' Medici (1567-1611), prinses van Toscane
- Paus Urbanus VIII (1568-1644), geboren als Maffeo Barberini
- Maria de' Medici (1575-1642), koningin van Frankrijk
- Antonio Neri (1576-1614), priester en alchemist
- Cristofano Allori (1577-1621), kunstschilder
- Cosimo II de' Medici (1590-1621), groothertog van Toscane
- Ottavio Piccolomini (1599-1656), hertog van Amalfi en veldheer

### 1600–1699
- Ferdinando II de' Medici (1610-1670), groothertog van Toscane
- Vincenzo Viviani (1622-1703), wis- en natuurkundige
- Jean-Baptiste Lully (1632-1687), Frans componist
- Francesco Niccolini (1639-1692), titulair aartsbisschop van Rhodos, apostolisch nuntius
- Cosimo III de' Medici (1642-1723), groothertog van Toscane
- Lorenzo Corsini (1652-1740), Paus Clemens XII
- Giovanna Fratellini (1666-1731), kunstschilder
- Benedetto Luti (1666-1724), kunstschilder
- Gian Gastone de' Medici (1671-1737), groothertog van Toscane

### 1700–1799

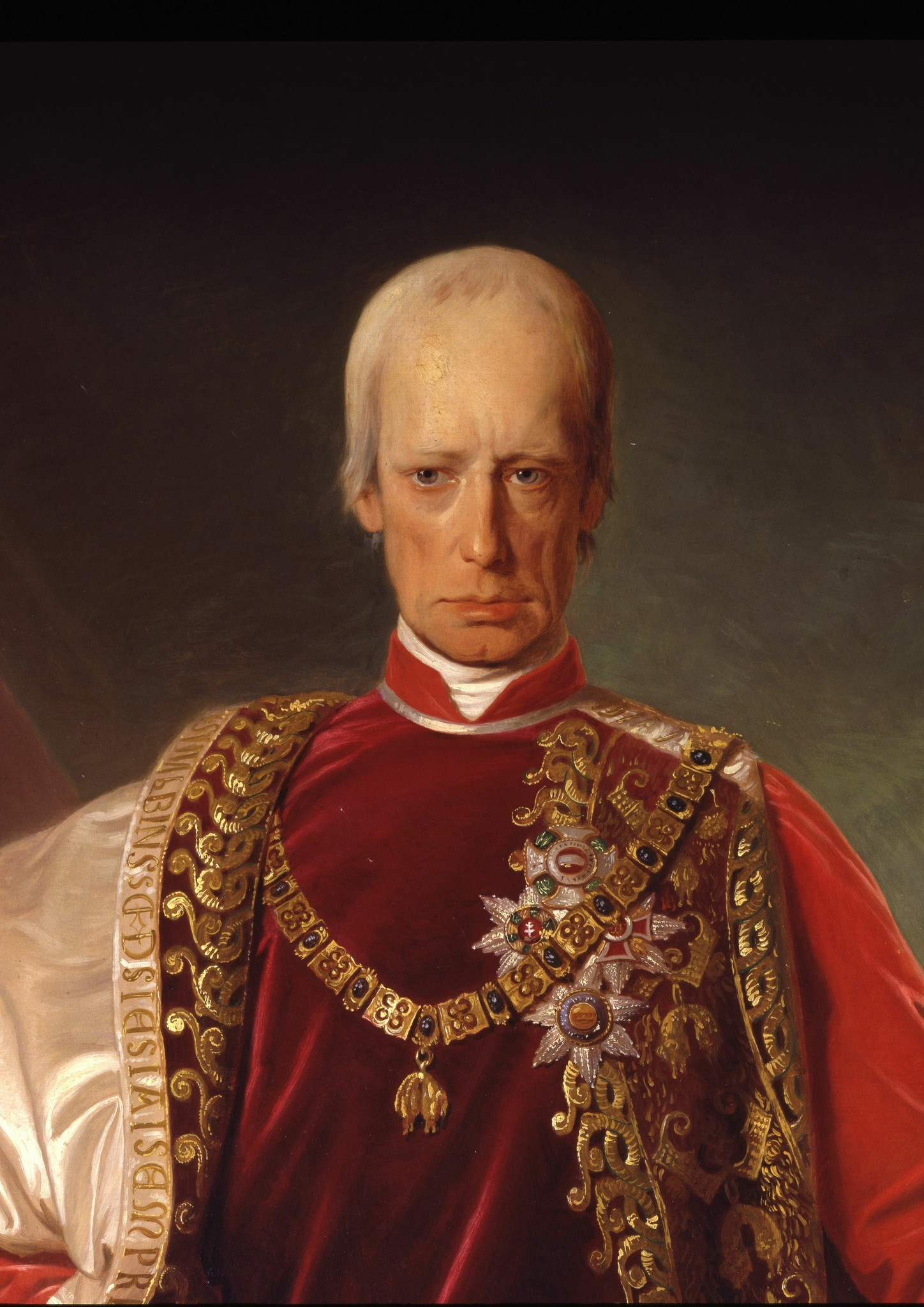
Keizer Frans II (1768-1835)

- Luigi Cherubini (1760-1842), componist
- Vincenzo Brunacci (1768-1818), wiskundige
- Frans II (1768-1835), keizer van het Heilige Roomse Rijk en keizer van Oostenrijk
- Peter von Goëss (1774-1846), Oostenrijkse graaf en hofmaarschalk in Wenen
- Johan van Oostenrijk (1782-1859), Oostenrijks aartshertog en veldmaarschalk
- Matteo Carcassi (1792-1853), componist en gitarist
- Leopold II (1797-1870), groothertog van Toscane

### 1800–1899

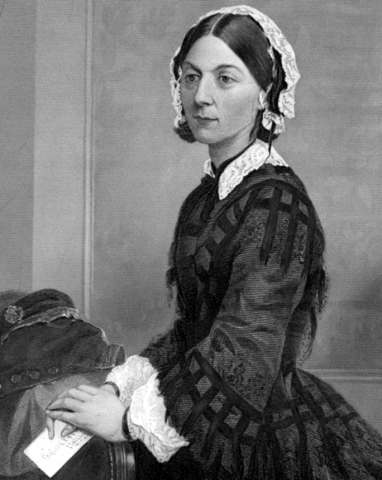
Verpleegkundige en sociaal hervormer Florence Nightingale (1820-1910)

- Florence Nightingale (1820-1910), verpleegster
- Augusta Ferdinande van Oostenrijk (1825-1864), prinses van Toscane
- Carlo Collodi (1826-1890), schrijver en journalist
- Rodolfo Mattiozzi (1832-1875), componist en dirigent
- Orazio Silvestri (1835-1890), hoogleraar geologie en scheikunde in Catania
- Ferdinand IV (1835-1908), groothertog van Toscane
- Virginia Oldoini di Castiglione (1837-1899),  gravin, courtisane en de maîtresse van de Franse keizer Napoleon III
- Karel Salvator (1839-1892), prins van Toscane
- Odoardo Beccari (1843-1920), botanicus
- James Aguet (1848-1932), Zwitsers bankier en ondernemer
- Robert I van Parma (1848-1907), hertog van Parma en Piacenza
- John Singer Sargent (1856-1925), Amerikaans schilder
- Agostino Zampini (1858-1937), geestelijke en titulair bisschop
- Gino Coppedè (1866-1927), architect, beeldhouwer en decorateur

### 1900–1909
- Mario Luigi Ciappi (1909-1996), curiekardinaal
- Arturo Michelini (1909-1969), neofascistisch politicus
- Piero Scotti (1909-1976), Formule 1-coureur

### 1910–1919
- Folco Lulli (1912-1970), acteur
- Fosco Maraini (1912-2004), antropoloog en etnoloog
- Giorgio Bocchino (1913-1995), schermer
- Tullo Pandolfini (1914-1999), waterpolospeler
- Mario del Monaco (1915-1982), operazanger

### 1920–1929
- Gianfranco Pandolfini (1920-1997), waterpolospeler
- Franco Zeffirelli (1923-2019), film- en theaterregisseur
- Giovanni Spadolini (1925-1994), politicus; premier van Italië 1981-1982; krantenuitgever, journalist en historicus
- Katie Boyle (1926-2018), Brits actrice, presentatrice en tv-persoonlijkheid
- Giacomo Becattini (1927-2017), econoom
- Oriana Fallaci (1929-2006), verzetsstrijdster, journaliste, publiciste en schrijfster

### 1930–1939
- Pietro Citati (1930-2022), literair criticus en schrijver
- Carlo Peretti (1930), waterpolospeler
- Sylvano Bussotti (1931-2021), componist
- Lamberto Dini (1931), politicus; premier van Italië 1995-1996
- Richard Rogers (1933-2021), Brits architect
- Gianni Lonzi (1938), waterpoloër

### 1940-1949
- Roberto Cavalli (1940-2024), modeontwerper
- Lorella De Luca (1940-2014), actrice
- Gabriele Veneziano (1942), natuurkundige
- Alberto Alberani (1947), waterpolospeler

### 1950–1959
- Daria Nicolodi (1950-2020), actrice en scenarioschrijfster
- Baldovino Dassu (1952), golfprofessional
- Umberto Panerai (1953), waterpoloër
- Lorenzo Bini Smaghi (1956), bankier en econoom
- David Sassoli (1956-2022), journalist en politicus
- Sandra Dini (1958), hoogspringster
- Alessandro Andrei (1959), kogelstoter
- Stefano Manetti (1959), geestelijke

### 1960–1969
- Stefano Casagrande (1962), wielrenner
- Franco Ballerini (1964), wielrenner
- Alessandro Baronti (1967), wielrenner
- Alessandro Gramigni (1968), motorcoureur
- Irene Grandi (1969), zangeres en televisiepresentatrice
- Sara Fanelli (1969), schrijver

### 1970–1979
- Ginevra Di Marco (1970), zangeres
- Francesco Casagrande (1970), wielrenner
- Rose McGowan (1973), Amerikaans actrice
- Gianluca Rocchi (1973), voetbalscheidsrechter
- Andrea Ballerini (1973), motorcoureur
- Filippo Casagrande (1973), wielrenner
- Matteo Renzi (1975), politicus
- Simone Sanna (1978), motorcoureur

### 1980–1989
- Alessio Bruschi (1981), golfprofessional
- Niccolò Galli (1983–2001), voetballer
- Emma Marrone (1984), zangeres
- Lorenzo Gagli (1985), golfprofessional
- Emiliano Viviano (1985), voetballer
- Andrea Lalli (1987), atleet
- Gabriele Angella (1989), voetballer

### 1990–1999
- Lorenzo Tonelli (1990), voetballer
- Cristiano Piccini (1992), voetballer
- Lorenzo Zazzeri (1994), zwemmer

### Vanaf 2000
- Tommaso Nencini (2000), wielrenner
- Ferruccio Zanchi (2006), motorcrosser